# Helmut Rasch
Helmut Rasch (* 8. Oktober 1927 in Ostpreußen; † 3. März 2016) war ein deutscher Fußballspieler. 1951 wurde er mit dem 1. FC Kaiserslautern Deutscher Fußballmeister.

## Leben
Der aus Ostpreußen stammende Helmut Rasch spielte in der Jugend beim SV Viktoria 1916 Allenstein. Im Alter von zehn Jahren hatte er dort mit dem Vereinsfußball begonnen und erreichte 1938 das Finale der Schülermeisterschaft in Königsberg. Im Zweiten Weltkrieg flüchtete er mit seiner Familie in die spätere Sowjetische Besatzungszone. Von Burg bei Magdeburg aus kam er im April 1950 in den Westen, um in Kaiserslautern die Familie seiner Schwägerin zu besuchen. Helmut Raschs Bruder Herbert (1915–1940) war bereits 1936 als Soldat nach Kaiserslautern gekommen und hatte beim 1. FC Kaiserslautern gespielt. Nach zwei Wochen in Kaiserslautern beschloss Helmut Rasch, dort zu bleiben. Er hatte, bedingt durch den Krieg, keinen Schulabschluss, aber fußballerisches Talent. Zunächst versuchte sein Bruder Willy, der kurz nach ihm auch nach Kaiserslautern gekommen war, ihn durch Kontakte zum Verein Bergisch Gladbach 09 zu vermitteln, was aber nicht zustande kam. Schließlich war es seine Schwägerin, welche Fritz Walter persönlich kannte, die ihn zum 1. FC Kaiserslautern vermittelte. Es wurde ein gemeinsames Training von Fritz Walter und Helmut Rasch vereinbart, in dem Walter Raschs Können beurteilen sollte. Rasch wurde Talent bescheinigt und angeboten, zunächst bei den Amateuren Spielpraxis zu sammeln. Im Juni 1950, bei einem Spiel der Amateurmannschaft, die durch drei Spieler der Ersten Mannschaft verstärkt wurde – der Rest wohnte dem Spiel als Zuschauer bei – konnte Rasch mit sieben erzielten Toren bei einem 14:0-Sieg auf sich aufmerksam machen. Kurze Zeit später wurde Rasch Vertragsspieler beim FCK. Bei der Berufsfindung war ihm der Verein bereits behilflich, als er noch Amateurspieler war. Er fand eine Anstellung als Schlosser beim Guß- und Armaturwerk in Kaiserslautern. Nachdem er Vertragsspieler geworden war, begann er bei der Pfaff AG eine Tätigkeit als Facharbeiter im Nähmaschinenbau. Dort arbeiteten bereits seine Mitspieler Horst Eckel, Ernst Liebrich, Werner Baßler und Heinz Jergens.
Zuvor auf der Position des Stürmers spielend, wurde er bei den Lauterern schon bald zum Verteidiger umfunktioniert und spielte auf der rechten Seite neben Werner Kohlmeyer. 1951 wurde er mit den „Roten Teufeln“ Deutscher Meister. Im Finale schlug man Preußen Münster mit 2:1.
Dafür erhielt er am 1. Juli 1951 mit der gesamten Mannschaft das Silberne Lorbeerblatt.
Nach insgesamt 40 Pflichtspielen für den FCK, davon 33 in der Oberliga (ein Tor) und sieben in der Endrunde um die deutsche Meisterschaft, ging er nach Darmstadt, begann ein Maschinenbau-Studium und schloss sich dem SV Darmstadt 98 an. Bis 1960 spielte er für den SV Darmstadt in der 2. Oberliga Süd.
Helmut Rasch hatte insgesamt vier Brüder und drei Schwestern. Alle seine Brüder waren Fußballspieler. Bis ins hohe Alter besuchte er regelmäßig die Spiele des FCK im Fritz-Walter-Stadion.

## Werke
- Volker Neumann, Helmut Rasch: Die Walter-Elf – Die goldenen Jahre des 1. FC Kaiserslautern. Agon Sportverlag, 2010, ISBN 3-89784-285-8.